# Gilbert Cook
Gilbert Cook (* 26. Oktober 1885 in Todmorden (andere Quellen geben Blackburn an); † 28. August 1951 in Glasgow) war ein englischer Ingenieur und Hochschullehrer.

## Leben
Gilbert war der dritte von vier Söhnen von William Cook und dessen Frau Betsy Alice Livesey. Keiner von Cooks Vorfahren scheint ein Interesse an den Wissenschaften entwickelt zu haben. Cook besuchte bis zu seinem zehnten Lebensjahr die Public Higher Grade School in Blackburn und anschließend die Roomfield Secondary School in Todmorden. Bis zu seinem vierzehnten Lebensjahr zeigte er auch keine besondere Gabe für Mathematik und war, eigenen Aussagen nach, häufiger als nicht, leistungsmäßig in der unteren Hälfte seiner Klasse zu finden. Dann übernahm Joshua Hoyle die Ausbildung des Jungen und änderte die Interessenlage grundlegend. Im Alter von sechzehn Jahren gewann Cook ein Stipendium, das ihm ein Studium am Owens College ermöglichte, der heutigen University of Manchester. Auf Empfehlung seiner Lehrer studierte er ab Oktober 1902 Ingenieurwissenschaften und schloss 1905 Summa cum laude ab. Von 1906 bis 1910 arbeitete er für die Lancashire and Yorkshire Railway und kehrte dann bis 1914 als Vulcan Research Fellow zurück an die Universität. Er untersuchte in dieser Zeit die Festigkeit von dickwandigen Zylindern.
Der Ausbruch des Ersten Weltkriegs zwang ihn ins Militär, wo er als Mitglied der Royal Garrison Artillery bis zum Leutnant aufstieg. 1917 bis 1919 arbeitete er als Mitglied der Royal Volunteer Reserve beim technischen Minenräumdienst und der Abwehr von U-Booten in Portsmouth. 1919 kehrte er ins Zivilleben zurück und nahm seine Tätigkeit als Dozent an der Universität in Manchester auf. Noch während seiner Militärzeit hatte er seine Doktorarbeit mit Genehmigung des Verteidigungsministeriums eingereicht und wurde 1920 D.Sc. promoviert.
1921 wurde er als Professor an das King’s College London berufen. Er modernisierte die Sammlung von Wärmemaschinen der Universität ebenso, wie die der hydraulischen Maschinen. Dann befasste er sich intensiv mit der Prüfungsordnung und Organisation des ingenieurwissenschaftlichen Bereichs und wurde zum Dekan gewählt. Trotz dieser administrativen Last blieb er der Fakultät als inspirierender Lehrer im Gedächtnis.
1936 (1938?) akzeptierte Cook auf Einladung des Innenministers die Besetzung des Regius Chair of Civil Engineering and Mechanics als Nachfolger des verstorbenen John Dewar Cormack an der University of Glasgow. Kaum hatte er am neuen, deutlich größeren Institut Fuß gefasst, zwang ihn der beginnende Zweite Weltkrieg dazu, seine Zeit den vielfältigen Aufgaben außerhalb der Universität zu widmen. Trotz vielfältiger Aufgaben in Beratungs-, Aufsichts- und Normungsgremien fand Cook noch Zeit, als externer Prüfer in anderen Universitäten aufzutreten. Obendrein war er Mitglied des Councils der Institution of Civil Engineers und Mitglied in mehreren Arbeitsgruppen.
Cook behandelte ein breites Feld von Themen, was sich in vielen Artikeln in technischen Journalen und Vorträgen vor den verschiedensten Gremien niederschlug. Von all diesen Arbeiten sind seine Untersuchungen von Materialeigenschaften von Metallen und dickwandigen Rohren am besten in Erinnerung geblieben. Seine Bedeutung in dieser Hinsicht wurde durch seine Wahl zum Fellow der Royal Society, 14. März 1940, untermalt. 1949 wurde er, wie schon mehrere andere seiner Amtsvorgänger als Regius Professor zum Präsidenten der Institution of Engineers and Shipbuilders in Scotland gewählt, wo er seit 1918 als Associate Teil- und ab 1922 Vollmitglied war.
1922 heiratete Cook Florence Davies aus Garston bei Liverpool. Ihr einziger Sohn verstarb während seiner Kindheit.
Anfang 1951 unterzog sich Cook einer Appendektomie, von der er sich schnell erholte. Kurz danach verschlechterte sich aber sein Zustand, als eine schon früher aufgetretene Arthritis sich verschlimmerte. Sein Zustand erlaubte es ihm nicht, am Kongress der Meeresingenieure teilzunehmen. Bald verschlimmerte sich sein Zustand so sehr, dass er in die Western Infirmary eingewiesen wurde, wo er am 28. August 1951 verstarb. Sein Nachfolger in der Professur wurde der Bauingenieur und Experte für Stahlbeton, William Thomas Marshall.

## Ausgewählte Werke
- 1910: A hydrodynamical illustration of the theory of the transmission of aerial and electrical waves by a grating; mit H. Lamb
- 1911: The strength of thick hollow cylinders under internal pressure, mit A. Robertson
- 1913: The resistance of tubes to collapse
- 1913: The transition from the elastic to the plastic state in mild steel; mit A. Robertson
- 1913: Test of a condenser: the effect of a spray at the air-pum pentrance; mit F. Pickford
- 1914: The collapse of short tubes by external pressure
- 1917: The accuracy of self-contained base rangefinders when applied to moving objects; vertrauliches Untersuchungpapier der Streitkräfte, unveröffentlicht
- 1920: A recording submarine depth-meter
- 1921: The distribution of stress in a flanged pipe
- 1923: The stresses in pipes reinforced by steel rings
- 1931: The yield point and initial stages of plastic strain in mild steel subjected to uniform and non-uniform stress distributions
- 1932: The Elastic Limit of Metals Exposed to Tri-Axial Stress, in Proceedings of the Royal Society of London
- 1934: The stresses in thick-walled cylinders of mild steel overstrained by internal pressure
- 1939: The effect of fluid pressure on the perm anent deformation of metals by shear
- 1938: Some factors affecting the yield point in mild steel
- 1951: Rankine and the theory of earth pressure